# 태국 헌법재판소
헌법재판소(태국어: ศาลรัฐธรรมนูญ, RTGS: San Ratthathammanun, th), 공식 명칭 태국 왕국 헌법재판소는 1997년 태국 헌법에 의해 설립된 태국 헌법재판소로 의회법, 칙령, 법안의 합헌성 및 공무원 임명 및 해임, 정당 관련 문제에 대한 관할을 가지고 있다. 현재의 재판소는 태국 정부의 사법부 소속이다.
재판소는 1997년 헌법과 함께 2006년 태국 쿠데타 이후 2006년에 해산되었고 헌법재판소로 대체되었다. 헌법재판소는 15명의 위원이 있었는데, 이 중 7명은 사법부 출신이고 8명은 특별 위원회에서 선출되었다. 반면 헌법재판소는 9명의 위원이 있었으며, 모두 사법부 출신이었다. 2007년 태국 헌법에 의해 9명의 위원으로 구성된 유사한 기관이 다시 설립되었다.
헌법재판소는 재판소의 관할 및 구성뿐만 아니라 초기 재판관 선정에 관하여 많은 공개 토론을 불러일으켰다. 오랫동안 논란이 되어온 문제는 사법부가 재판소에 행사하는 통제권의 정도였다.
재판소의 결정은 최종적이며 상소할 수 없다. 그 결정은 태국 국회, 태국 내각 및 다른 재판소를 포함한 모든 국가 기관을 구속한다.
재판소의 다양한 이터레이션들은 몇 가지 중요한 결정을 내렸다. 여기에는 뉴윈 칫촙 농업 부차관이 명예훼손으로 투옥된 후에도 내각에서 자리를 유지할 수 있다고 결정한 1999년 결정, 탁신 친나왓이 국가 반부패 위원회에 자신의 자산에 대한 불완전한 진술서를 제출하여 무죄를 선고받은 2001년 결정, 자루반 마인타카의 감사원장 임명이 무효라고 결정한 2003년 결정, 타이락타이당을 해산한 2007년 결정, 총리 잉락 친나왓을 해임한 2014년 결정, 2019년 3월 선거 전 태국 국가구조당 해산, 2020년 신미래당 해산과 2024년 후속 정당인 전진당 (태국) 해산, 2024년 세타 타위신 총리 해임 등이 포함된다.
헌법재판소의 2019 회계연도 예산은 2억 2,370만 바트이다. 2024년 3월 현재 재판관은 나카린 멕트라렛이다.

## 기원과 논란

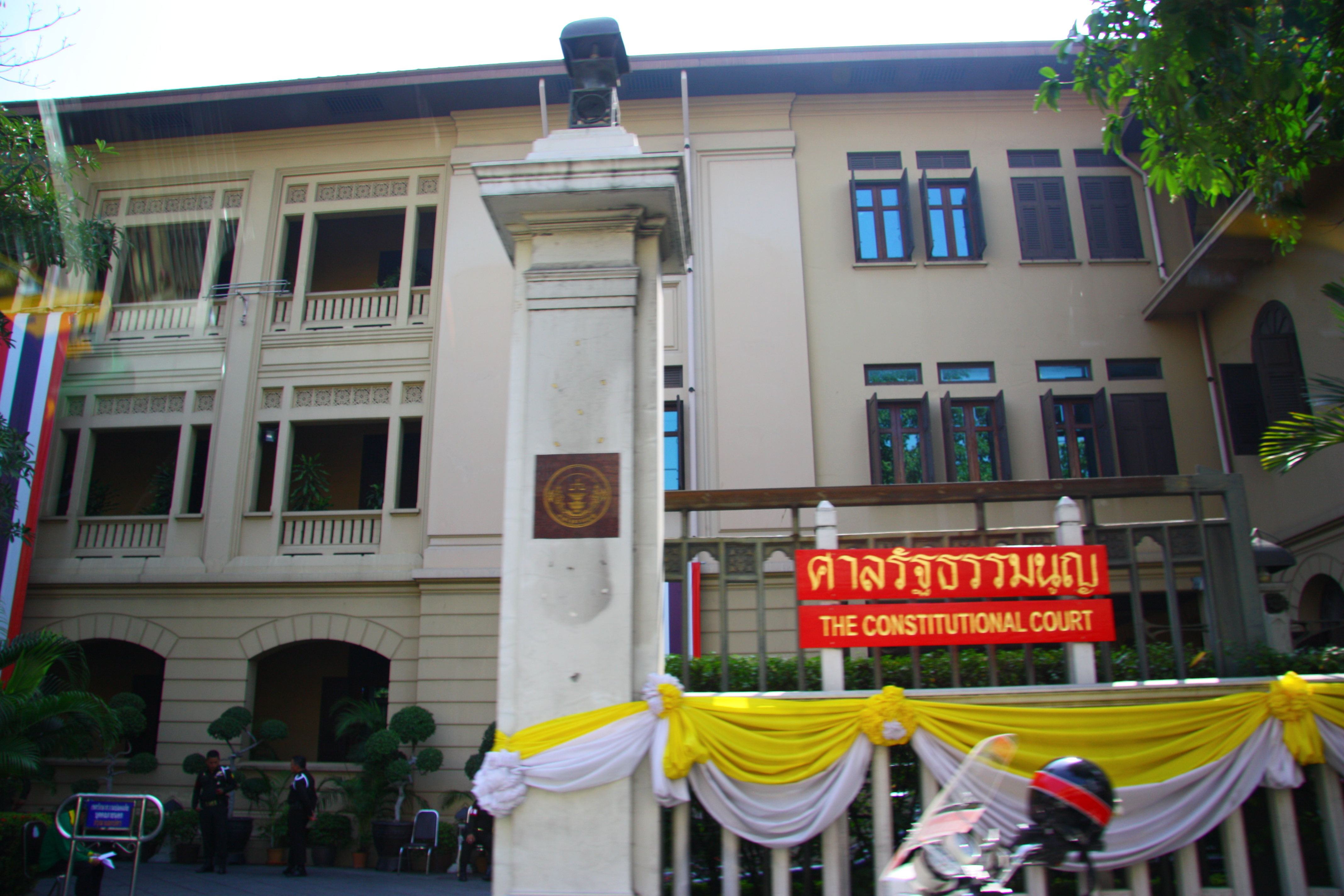
방콕 프라나콘구 차크 페트 로드에 있는 로드 랏타나티벳의 저택에 있던 재판소의 옛 청사.

### 1997년 헌법 초안
헌법재판소의 설립은 1996~1997년 1997년 태국 헌법 초안 작성 과정에서 많은 논쟁의 대상이었다. 고위 판사들은 헌법적 및 사법적 심사가 대법원의 특권으로 남아있어야 하며, 헌법재판소가 사법부, 입법부, 행정부보다 더 강력한 네 번째 정부 부처를 만들 것이라는 이유로 그 개념에 반대했다. 판사들은 판사 선정 및 탄핵에 대한 정치적 간섭에 대한 두려움을 표명했다. 헌법 제정 의회(CDA)는 결국 재판소의 구성 및 권한에 대해 몇 가지 양보를 했다.

#### 관할권
헌법은 헌법재판소에 대법원의 최종 판결을 뒤집을 권한을 부여하지 않았다. 관련 당사자 또는 법원은 사건이 헌법적 문제를 포함한다고 판단할 경우 헌법재판소에 의견을 요청할 수 있었다. 초기 소송이 계류 중인 법원은 헌법재판소가 결정을 내릴 때까지 절차를 중단했다. 헌법재판소의 결정은 일반 법원의 이전 결정에 소급 적용되지 않았다.
또한 헌법은 헌법이 특정 기관에 판결 권한을 명시적으로 위임하지 않은 어떠한 경우에도 헌법재판소가 판결할 권한을 부여하지 않았다.

#### 탄핵
헌법은 하원 의원 4분의 1의 투표 또는 청원인 5만 명의 승인을 통해 개별 재판관이 탄핵 절차의 대상이 될 수 있도록 허용했다. 탄핵에는 상원 의원 5분의 3의 투표가 필요했다. 이전 초안에서는 탄핵 투표를 요청하기 위해 하원과 상원 합계 의원 중 10%의 투표만 필요했고, 재판관을 해임하기 위해서는 태국 국회 합계 의원 중 5분의 3의 투표가 필요했다.

#### 임명
헌법은 사법부에 헌법재판소의 구성에 대한 강력한 영향력을 부여했다. 원래 재판소는 6명의 법률 전문가와 3명의 정치학 전문가를 포함하여 9명의 재판관으로 구성될 예정이었다. 17명의 위원단이 18명의 후보를 제안하면 의회가 9명의 재판관을 선출하는 방식이었다. 위원단 의장은 태국 대법원장이었고, 위원단 자체에는 4명의 정당 대표가 포함될 예정이었다. CDA는 결국 타협하여 7명의 재판관은 사법부가 선정하고, 나머지 8명의 재판관은 대법원 후보 목록에서 상원이 선정하도록 했다.

### 초대 헌법재판소의 임명
1997년 헌법 공포 이후 초대 헌법재판소의 임명은 태국 상원과 대법원 간의 4개월간의 논쟁거리였다. 핵심 쟁점은 상원이 사법부 지명자의 배경을 검토하고 부적절하거나 자격이 없는 지명자를 거부할 권한이었다.

#### 암폰 통프라윤 임명
대법원의 후보 목록을 받은 후 상원은 후보자의 자격과 배경을 검토할 위원회를 구성했다. 1997년 11월 24일, 상원은 대법원 부원장 암폰 통프라윤의 자격이 의심스럽고 300만 바트의 채무 불이행 혐의가 있다는 이유로 그의 이름을 삭제하기로 투표했다. 대법원은 헌법이 상원에 배경 조사를 하거나 대법원 지명자를 거부할 권한을 부여하지 않는다고 주장하며 격분했다. 대법원은 하원 의장이 이끄는 헌법재판소에 판결을 요청했다. 1998년 1월 8일, 6대 3 투표로 재판소는 상원이 배경 조사를 하거나 대법원 지명자를 거부할 권한이 없다고 판결했다. 재판소는 상원의 검토 권한이 후보자의 기록을 검토하고 그 후보자 중 절반을 임명하도록 선출하는 것으로 제한된다고 판결했다.
대법원이 재판소에 요청을 제출한 직후 암폰 재판관은 자신의 이름을 철회했다. 재판소의 판결 후 대법원은 1998년 1월 9일 암폰을 대체할 줌폴 나 송클라 재판관을 선출했다. 상원은 재판소의 판결을 무시하고 줌폴의 배경을 검토하고 그의 지명 수락 투표를 7일간 지연시켜 상원이 줌폴을 평가할 수 있도록 했다. 아무런 문제도 발견하지 못한 상원은 1998년 1월 23일 그의 재판소 임명을 인정했다.

#### 우크리트 몽콜나빈 임명
전 상원의장 겸 국회의장 우크리트 몽콜나빈의 임명은 특히 문제가 많았다. 상원은 원래 선정 위원회에서 지명한 10명의 법률 전문가 목록에서 우크리트를 선출했는데, 민주화 운동가들은 우크리트가 국가 평화 유지 위원회의 1991~1992년 군사 정부 하에서 국회의장으로 독재자들을 섬겼기 때문에 헌법을 수호할 자격이 없다고 주장했음에도 불구하고 선출했다.
암폰 통프라윤에 대한 상원의 거부에 분개한 방콕 민사 법원의 두 판사인 시암프론 살리쿱과 파짜폴 사네하상콤은 헌법재판소에 법적 기술적 문제로 우크리트의 자격을 박탈해달라고 청원했다. 그들은 우크리트가 쭐랄롱꼰 대학교에서 명예 교수직만을 가지고 있었고, 1997년 헌법은 다른 기준을 충족하지 못할 경우 후보자가 최소한 교수여야 한다고 명시하고 있다고 주장했다. 암폰에 대한 상원의 거부를 반영하듯, 판사들은 또한 우크리트가 골프장과 관련된 수백만 바트 소송에 연루되어 있다고 주장했다. 1998년 1월 10일, 재판소는 판사들이 관련 당사자가 아니므로 판결을 요청할 권리가 없다고 판결했다. 그럼에도 불구하고 국회 의장은 재판소 의장으로서의 권한을 행사하여 상원에 우크리트의 지명을 재고해달라고 요청했다.
1998년 1월 19일, 상원은 우크리트의 자격을 재확인하며, 그의 교수직이 공무원이 아니라는 이유로 특별했을 뿐이라고 언급했다. 쭐랄롱꼰 대학교 규정에 따르면 그는 정교수 학위 지위를 가지고 있었다.
이러한 입장은 활동가들과 사법부를 격분시켰고, 1월 21일 국회 의장은 1997년 헌법 제266조에 따라 자신의 권한을 행사하여 헌법재판소에 이 문제를 심의하도록 명령했다. 2월 8일, 4대 3 투표로 재판소는 우크리트의 특별 교수직은 헌법재판소의 자리에 앉을 자격이 없다고 판결했다. 재판소는 쭐랄롱꼰의 명예 교수직 기준이 헌법이 의도한 학술 교수직 기준과 다르다고 언급했다. 상원은 결국 우크리트를 대신하여 코마인 파타라피롬을 선출했다.

## 관할권
태국 왕국 헌법, 불력 2550 (2007년)에 따라 재판소는 다음을 처리할 권한이 있다.
| #  | 사안 | 헌법의 관련 조항        | 청원 자격                                                      | 유형          |
| -- | --- | ----------------------- | -------------------------------------------------------------- | ------------- |
| 1  | 청원인이 속한 정당의 결의 또는 규정이 다음 중 하나에 해당하는지 여부에 대한 결정 청원 1. 대표자로서의 지위 및 기능에 위배되는 경우, 2. 태국의 군주를 국가원수로 하는 민주주의 체제의 근본 원칙에 위배되는 경우 | 제65조 제3항            | 해당 정당의 구성원                                             | 정당          |
| 2  | 어떤 사람이나 정당이 헌법상 권리와 자유를 행사하는 것이 다음 중 하나에 해당하는지 여부에 대한 결정 청원 1. 군주를 국가원수로 하는 민주주의 체제를 훼손하는 경우, 2. 헌법에 의해 인정되지 않는 수단으로 국가 정부 권력을 획득하는 경우 | 제68조                  | 모든 사람                                                      | 헌법 수호     |
| 3  | 어떤 대표자나 상원 의원이 헌법의 작용에 의해 의원 자격을 상실하는지 여부에 대한 결정 청원 | 제91조                  | 현직 대표자 또는 상원 의원 중 10분의 1 이상                    | 자격          |
| 4  | 어떤 대표자의 당원 자격을 종료시키는 정당 결의가 다음 중 하나에 해당하는지 여부에 대한 결정 청원 1. 대표자로서의 지위 및 기능에 위배되는 경우, 2. 군주를 국가원수로 하는 민주주의 체제의 근본 원칙에 위배되는 경우 | 제106조 (7)             | 해당 대표자                                                    | 정당          |
| 5  | 태국 국회가 승인한 유기법 초안의 합헌성에 대한 결정 청원 | 제141조                 | 국회                                                           | 법안의 합헌성 |
| 6  | 국무회의 또는 대표자가 발의한 유기법 초안 또는 법안이 억제해야 할 원칙과 동일하거나 유사한 원칙을 포함하는지 여부에 대한 결정 청원 | 제140조 및 제149조      | 인민대표원 의장 또는 상원 의장                                 | 법안의 합헌성 |
| 7  | 다음 중 하나에 해당하는지 여부에 대한 결정 청원 1. 제150조에 따라 국회가 승인했으나 총리가 왕에게 제출하지 않은 법안, 2. 국회가 재승인했으나 총리가 왕에게 재제출하지 않은 법안이 위헌이거나, 3. 그 제정이 헌법의 요건을 준수했는지 여부 | 제154조                 | - 현직 대표자 또는 상원 의원 중 10분의 1 이상 - 총리           | 법안의 합헌성 |
| 8  | 다음 중 하나에 해당하는지 여부에 대한 결정 청원 1. 인민대표원, 상원 또는 국회가 승인했으나 정부 관보에 게재되지 않은 인민대표원 의사 규칙 초안, 상원 의사 규칙 초안 또는 국회 의사 규칙 초안이 위헌이거나, 2. 그 제정이 헌법의 요건을 준수했는지 여부 | 제155조                 | - 현직 대표자 또는 상원 의원 중 10분의 1 이상 - 총리           | 법안의 합헌성 |
| 9  | 연간 세출 예산, 추가 세출 예산 또는 세출 예산 이전에 대한 법안 심의를 위한 인민대표원, 상원 또는 위원회 절차 중에 제출된 동의, 동의 수정 또는 조치가 대표자, 상원 의원 또는 위원회 위원이 해당 예산의 지출에 직간접적으로 관여하도록 허용하는지 여부에 대한 결정 청원 | 제168조 제7항           | 현직 대표자 또는 상원 의원 중 10분의 1 이상                    | 기타          |
| 10 | 어떤 장관이 개별적으로 장관직을 상실하는지 여부에 대한 결정 청원 | 제182조                 | - 현직 대표자 또는 상원 의원 중 10분의 1 이상 - 선거관리위원회 | 자격          |
| 11 | 긴급 명령이 헌법 제184조 제1항 또는 제2항에 위배되어 제정되었는지 여부에 대한 결정 청원 | 제185조                 | 현직 대표자 또는 상원 의원 중 5분의 1 이상                     | 법률의 합헌성 |
| 12 | 행정부가 체결할 "서면 합의"가 다음 중 하나에 해당하여 사전 의회 승인을 요구하는지 여부에 대한 결정 청원 1. 서면 합의 또는 국제법에 의해 태국이 주권 또는 관할권을 행사할 권한이 있는 태국 영토 또는 역외 지역의 변경을 초래할 조항을 포함하는 경우, 2. 그 실행에 법률 제정이 필요한 경우, 3. 국가 경제 또는 사회 안보에 광범위하게 영향을 미치는 경우, 4. 또는 국가 무역, 투자 또는 예산을 상당히 구속하는 경우 | 제190조                 | 현직 대표자 또는 상원 의원 중 10분의 1 이상                    | 권한          |
| 13 | 사법 법원, 행정 법원 또는 군사 법원에 의해 어떤 사건에 적용될 법률 조항이 위헌인지 여부에 대한 결정 청원 | 제211조                 | 해당 사건의 당사자                                             | 법률의 합헌성 |
| 14 | 법률 조항의 합헌성에 대한 결정 청원 | 제212조                 | 헌법적으로 인정된 권리 또는 자유가 침해된 모든 사람            | 법률의 합헌성 |
| 15 | 국회, 국무회의 또는 사법 법원, 행정 법원 또는 군사 법원 외의 두 개 이상의 헌법 기관 간의 권한 충돌에 대한 결정 청원 | 제214조                 | - 국회 의장 - 총리 - 해당 기관                                 | 권한          |
| 16 | 어떤 선거관리위원의 자격 미달, 자격 박탈 또는 금지 행위 여부에 대한 결정 청원 | 제233조                 | 현직 대표자 또는 상원 의원 중 10분의 1 이상                    | 자격          |
| 17 | 다음 중 하나에 대한 청원 1. 헌법에 의해 인정되지 않는 수단으로 국가 정부 권력을 획득하려 시도했다고 간주되는 정당의 해산, 2. 및 그 지도자와 집행 위원의 피선거권 박탈 | 제237조와 제68조의 연계 | 모든 사람                                                      | 정당          |
| 18 | 법률 조항의 합헌성에 대한 결정 청원 | 제245조 (1)             | 옴부즈맨                                                       | 법률의 합헌성 |
| 19 | 인권에 대한 법률 조항의 합헌성에 대한 결정 청원 | 제257조 제1항 (2)       | 국가인권위원회                                                 | 법률의 합헌성 |
| 20 | 법률 조항이 허용하는 기타 사항 |                         |                                                                | 기타          |

## 구성

### 1997년 헌법
헌법재판소는 이탈리아 헌법재판소를 모델로 했다. 태국 왕국 헌법, 불력 2540 (1997년)에 따르면, 재판소는 15명의 구성원으로 이루어져 있었으며, 모두 9년 임기로 상원의 자문에 따라 국왕이 임명했다.
- 5명은 대법원(SCJ) 판사였으며, SCJ 전체 회의에서 비밀 선거를 통해 선출되었다.
- 2명은 대법원(SAC) 판사였으며, SAC 전체 회의에서 비밀 투표를 통해 선출되었다.
- 5명은 특별 패널에 의해 선정된 후 상원에서 승인된 법률 전문가였다. 이 패널은 SCJ 재판관, 4명의 법학 학장, 4명의 정치학 학장, 그리고 의원인 정당의 4명의 대표로 구성되었다.
- 3명은 동일한 패널에 의해 선정된 후 상원에서 승인된 정치학 전문가였다.

### 2006년 헌법
태국 왕국 헌법 (임시), 불력 2549 (2006년)에 따라, 민주 개혁 위원회에 의해 해산되었던 헌법 재판소를 대체하기 위해 헌법 재판소가 설립되었다. 재판소는 다음과 같이 9명의 구성원으로 이루어졌다.
- SCJ 재판관이 의장.
- SAC 재판관이 부의장.
- 5명의 SCJ 판사는 SCJ 전체 회의에서 비밀 투표를 통해 선출되었다.
- 2명의 SAC 판사는 SAC 전체 회의에서 비밀 투표를 통해 선출되었다.

#### 재판소 구성원
| 이름                         | 이름                     | 이름                          | 임기 | 임기 | 임기                     | 근거       |
| 로마자                       | 태국어                   | RTGS                          | 시작 | 종료 | 퇴임 사유                | 근거       |
| ---------------------------- | ------------------------ | ----------------------------- | ---- | ---- | ------------------------ | ---------- |
| 악카라톤 출라랏              | อักขราทร จุฬารัตน           | Akkharathon Chularat          | 2006 | 2008 | 2007년 헌법 제300조 적용 | SAC 재판관 |
| 차란 핫타감                  | จรัญ หัตถกรรม              | Charan Hatthakam              | 2006 | 2008 | 2007년 헌법 제300조 적용 | SAC 판사   |
| 키티삭 키티쿤파이롯          | กิติศักดิ์ กิติคุณไพโรจน์         | Kitisak Kitikhunphairot       | 2006 | 2008 | 2007년 헌법 제300조 적용 | SCJ 판사   |
| 크라이로엑 카셈산, 모옴 루앙 | ไกรฤกษ์ เกษมสันต์, หม่อมหลวง | Krai-roek Kasemsan, Mom Luang | 2006 | 2008 | 2007년 헌법 제300조 적용 | SCJ 판사   |
| 누락 마프라닛                | นุรักษ์ มาประณีต             | Nurak Mapranit                | 2006 | 2008 | 2007년 헌법 제300조 적용 | SCJ 판사   |
| 파냐 타놈롯                  | ปัญญา ถนอมรอด             | Panya Thanomrot               | 2006 | 2007 | SCJ 재판관 퇴임          | SCJ 재판관 |
| 솜차이 퐁사타                | สมชาย พงษธา              | Somchai Phongsatha            | 2006 | 2008 | 2007년 헌법 제300조 적용 | SCJ 판사   |
| 타닛 켓사파피탁              | ธานิศ เกศวพิทักษ์            | Thanit Ketsawaphithak         | 2006 | 2008 | 2007년 헌법 제300조 적용 | SCJ 판사   |
| 위차이 추엔촘푸눗            | วิชัย ชื่นชมพูนุท              | Wichai Chuenchomphunut        | 2006 | 2008 | 2007년 헌법 제300조 적용 | SAC 판사   |
| 위랏 림위차이                | วิรัช ลิ้มวิชัย                | Wirat Limwichai               | 2007 | 2008 | 2007년 헌법 제300조 적용 | SCJ 재판관 |

### 2007년 헌법

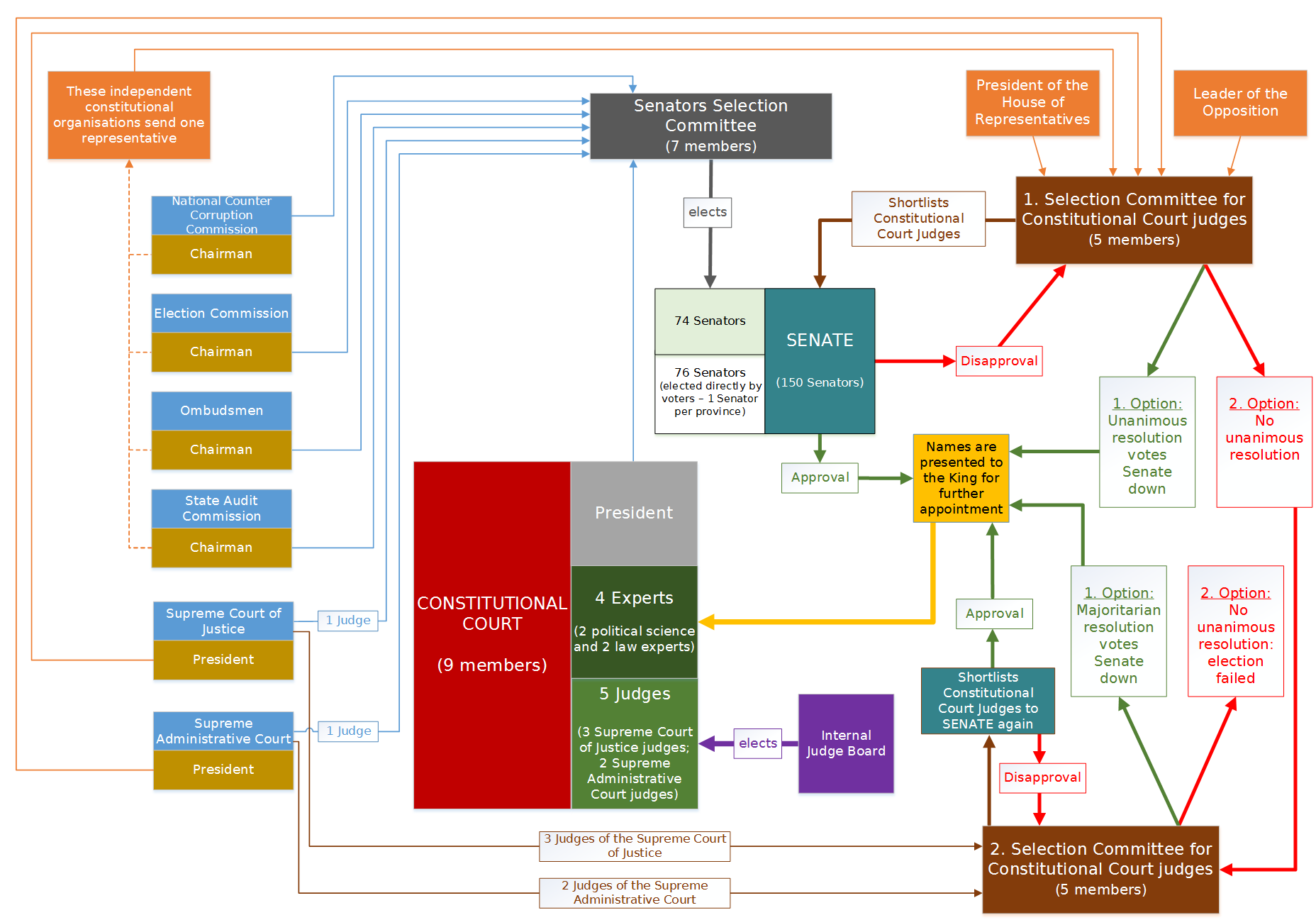
2007년 헌법에 따른 태국 헌법재판소의 구성도.

민주 개혁 위원회에 의해 헌법 재판소가 폐지되고 2006년 헌법에 따라 헌법 재판소로 대체된 후, 태국 왕국 헌법, 불력 2550 (2007년)은 헌법 재판소를 재설립하고 여러 변경 사항을 적용했다. 재판소는 더욱 강력해졌으며, 재판소 자체에 관한 법률 초안을 국회에 제출할 권한도 부여받았다.
2007년 헌법에 따라 헌법재판소는 9명의 위원으로 구성되며, 모두 9년 임기로 상원의 자문을 받아 국왕이 임명한다.
- 3명은 대법원(SCJ) 판사이며, SCJ 전체 회의에서 비밀 투표를 통해 선출된다.
- 2명은 대법원(SAC) 판사이며, SAC 전체 회의에서 비밀 투표를 통해 선출된다.
- 2명은 특별 패널에 의해 선정된 후 상원에서 승인된 법률 전문가이다. 이 패널은 SCJ 재판관, SAC 재판관, 인민대표원 의장, 태국 야당 지도자 및 헌법 독립 기관장 중 1인(옴부즈맨, 선거관리위원회 위원장, 국가 반부패 위원회 위원장 또는 국가 감사 위원회 위원장)으로 구성된다.
- 2명은 동일한 패널에 의해 선정된 후 상원에서 승인된 정치학, 공공 행정 또는 기타 사회 과학 분야의 전문가이다.

#### 재판소 구성원
| 이름                    | 이름             | 이름                  | 임기 | 임기 | 임기                         | 재판소장직 | 재판소장직 | 재판소장직 | 근거          |
| 로마자                  | 태국어           | RTGS                  | 시작 | 종료 | 퇴임 사유                    | 시작       | 종료       | 퇴임 사유  | 근거          |
| ----------------------- | ---------------- | --------------------- | ---- | ---- | ---------------------------- | ---------- | ---------- | ---------- | ------------- |
| 자란 팍디타나쿤         | จรัญ ภักดีธนากุล     | Charan Phakdithanakun | 2008 | 2020 | 임기 만료                    |            |            |            | 법률 전문가   |
| 자룬 인타찬             | จรูญ อินทจาร       | Charun Inthachan      | 2008 | 2014 | 퇴임                         | 2013       | 2014       | 사임       | SAC 판사      |
| 찰렘폰 에케우루         | เฉลิมพล เอกอุรุ     | Chaloemphon Ek-uru    | 2008 | 2015 | 퇴임                         |            |            |            | 정치학 전문가 |
| 춧 촐라본               | ชัช ชลวร          | Chat Chonlawon        | 2008 | 2020 | 임기 만료                    | 2008       | 2011       | 사임       | SCJ 판사      |
| 누락 마프라닛           | นุรักษ์ มาประณีต     | Nurak Mapranit        | 2008 | 2020 | 임기 만료                    | 2014       | 2020       | 임기 만료  | SCJ 판사      |
| 분송 쿨부파르           | บุญส่ง กุลบุปผา      | Bunsong Kunbuppha     | 2008 | 2020 | 임기 만료                    |            |            |            | SCJ 판사      |
| 수폿 카이묵             | สุพจน์ ไข่มุกด์       | Suphot Khaimuk        | 2008 | 2015 | 퇴임                         |            |            |            | 정치학 전문가 |
| 와산 소이피수트         | วสันต์ สร้อยพิสุทธิ์    | Wasan Soiphisut       | 2008 | 2013 | 사임                         | 2011       | 2013       | 사임       | 법률 전문가   |
| 우돔삭 니티몬트리       | อุดมศักดิ์ นิติมนตรี    | Udomsak Nitimontri    | 2008 | 2020 | 임기 만료                    |            |            |            | SAC 판사      |
| 트위키아트 메나카니스트 | ทวีเกียรติ มีนะกนิษฐ  | Thawikiat Minakanit   | 2013 | 2020 | 2017년 헌법에 따라 계속 재임 |            |            |            | 법률 전문가   |
| 워라윗 캉사시티암       | วรวิทย์ กังศศิเทียม   | Worawit Kangsasithiam | 2015 | 2020 | 2017년 헌법에 따라 계속 재임 |            |            |            | SAC 판사      |
| 나카린 멕트라렛         | นครินทร์ เมฆไตรรัตน์ | Nakarin Mektrairat    | 2015 | 2020 | 2017년 헌법에 따라 계속 재임 |            |            |            | 정치학 전문가 |
| 파냐 우차촌             | ปัญญา อุดชาชน      | Punya Utchachon       | 2015 | 2020 | 2017년 헌법에 따라 계속 재임 |            |            |            | 정치학 전문가 |

### 2017년 헌법
2014년 태국 쿠데타 이후, 법원은 해산되지 않았다. 2017년 태국 헌법이 발효될 때까지, 2007년 헌법재판소의 판사들은 2017년 법원에서 계속 재직했다.

#### 재판소 구성원
| 이름                    | 이름              | 임기 | 임기 | 임기      | 재판소장직 | 재판소장직 | 재판소장직 | 근거          |
| 로마자                  | 태국어            | 시작 | 종료 | 퇴임 사유 | 시작       | 종료       | 퇴임 사유  | 근거          |
| ----------------------- | ----------------- | ---- | ---- | --------- | ---------- | ---------- | ---------- | ------------- |
| 트위키아트 메나카니스트 | ทวีเกียรติ มีนะกนิษฐ   | 2013 | 2023 | 임기 만료 |            |            |            | 법률 전문가   |
| 워라윗 캉사시티암       | วรวิทย์ กังศศิเทียม    | 2014 | 2023 | 임기 만료 | 2020       | 2023       |            | SAC 판사      |
| 나카린 멕트라렛         | นครินทร์ เมฆไตรรัตน์  | 2015 |      |           | 2024       |            |            | 정치학 전문가 |
| 파냐 우차촌             | ปัญญา อุดชาชน       | 2015 |      |           |            |            |            | 정치학 전문가 |
| 우돔 시티위랏탐         | อุดม สิทธิวิรัชธรรม    | 2020 |      |           |            |            |            | SCJ 판사      |
| 위룬 쌩티안             | วิรุฬห์ แสงเทียน      | 2020 |      |           |            |            |            | SCJ 판사      |
| 치라닛 하바논           | จิรนิติ หะวานนท์      | 2020 |      |           |            |            |            | SCJ 판사      |
| 높파돈 텝피탁           | นภดล เทพพิทักษ์      | 2020 |      |           |            |            |            | 법률 전문가   |
| 분종삭 웡프라차야       | บรรจงศักดิ์ วงศ์ปราชญ์ | 2020 |      |           |            |            |            | SAC 판사      |
| 우돔 랏타마릿           | อุดม รัฐอมฤต        | 2023 |      |           |            |            |            |               |
| 수메트 로이굴차로엔     | สุเมธ รอยกุลเจริญ    | 2024 |      |           |            |            |            |               |

## 주요 결정

### 1997년 경제 위기 중 추안 정부의 긴급 칙령

#### 긴급 경제 칙령의 위헌성
재판소는 첫 번째 결정에서 추안 정부가 아시아 금융 위기에 대처하기 위해 발표한 4개 긴급 행정 칙령의 합헌성에 대해 판결했다. 정부는 1998년 5월 초에 태국 금융 구조 조정국과 태국 자산 관리 공사의 역할을 확대하고, 5천억 바트의 채권 발행을 통해 금융기관개발기금의 채무를 해결하며, 태국 재무부가 2천억 바트의 해외 차입을 승인하기 위해 칙령을 발표했다. 야당 새로운 열망당 (NAP)은 법안을 부결시킬 표가 없었으므로, 토론 마지막 날 헌법 제219조를 근거로 긴급 칙령의 합헌성에 의문을 제기했다.
NAP는 긴급 상황이나 필요한 긴급성이 없으므로(제218조 2항), 정부는 긴급 칙령을 발표할 수 없다고 주장했다. 그러나 제219조는 긴급 칙령의 합헌성은 국가 또는 공공 안전, 국가 경제 안보 유지 또는 공공 재난 방지에 관한 제218조 1항에 대해서만 의문을 제기할 수 있다고 명시적으로 규정하고 있다. 정부는 칙령이 지연될 경우 추가적인 경제적 피해를 우려하여, 야당이 적절한 헌법 조항을 인용하지 못했음에도 불구하고 재판소가 해당 청원을 수리하는 것에 반대했다. 그러나 재판소는 기술적으로 부정확하더라도 제219조에 따른 모든 청원을 수리할 것이라는 선례를 확립하고자 했다. 재판소는 하루 만에 국가가 경제 위기에 처해 있음이 일반 대중에게 명백하며, 칙령이 제218조 1항에 따라 국가 경제 안보를 지원하기 위해 고안되었다고 판결했다. 이 칙령들은 나중에 의회에서 신속하게 승인되었다.
NAP의 마지막 순간 동의는 신뢰도를 손상시켰으며, 투표 직전이 아닌 의회 토론 초기에 신뢰할 만한 문제가 제기되고 논의되지 않는 한 제219조가 발동될 가능성은 낮아졌다.
반면에 재판소는 의회가 긴급 행정 칙령의 합헌성에 의문을 제기할 권리를 보존하기 위해 제219조에 따른 모든 청원을 수리할 것이라는 선례를 확립했다.

#### IMF 의향서의 조약 지위
NAP는 나중에 국가 반부패 위원회 (NACC)에 추안 릭파이 총리와 타린 님마나헴인다 재무장관을 헌법 제96조, 제216조, 제209조 위반으로 이해 상충 및 신 코퍼레이션 매각의 부적절성을 이유로 탄핵 절차를 제기했다. 상원의원들은 총리가 헌법을 위반했으며 제209조에 따라 더 이상 자격이 없다고 주장했다. 그러나 법원은 2월 16일 청원을 기각했으며, 다수 판사는 청원이 총리의 주장된 위법 행위를 뒷받침할 충분한 근거를 제시하지 못했다고 밝혔다.

### 법원, 결함 있는 선서 청원 기각
2019년 9월, 법원은 옴부즈맨이 2019년 7월 쁘라윳 짠오차 총리와 내각이 행한 불완전한 선서와 관련하여 제기한 청원을 기각했다. 총리는 헌법을 수호하고 준수하겠다는 선서의 마지막 문장을 낭독하지 않았다. 법원은 해당 문제에 대해 판결을 내릴 권한이 없다고 판결했으며, 이는 헌법을 수호하겠다는 맹세가 헌법재판소의 업무가 아니라고 사실상 판결한 것이다.

### 신미래당 해산
2019년 11월 20일, 법원은 타나톤 쯩룽르앙낏에게 의원 자격을 박탈하는 유죄 판결을 내렸다. 2020년 2월 21일, 신미래당은 정당 기부에 관한 선거법 위반으로 법원 판결에 따라 해산되었다. 법원에 따르면, 당은 당수인 타나톤 쯩룽르앙낏으로부터 1억 9,120만 태국 밧 (약 600만 미국 달러)을 빌렸으며, 이는 기부로 간주되었다. 이 해산 명령은 국내외 평론가들로부터 비판을 받았는데, 그들은 이를 태국 정치에 대한 군부의 지속적인 간섭의 일환으로 특징지으며, 당의 노골적인 반군부 입장이 표적이 되었고 다른 당의 재정은 유사하게 조사되지 않았다고 지적했다.

### 법원, 쁘라윳은 "국가 공무원"이 아니라고 판결
2019년 9월 법원은 쁘라윳 장군이 2014년 5월 승인 없이 권력을 장악했고, 다른 국가 공무원에게 답변할 의무가 없으며, 일시적으로만 권력을 유지했기 때문에 국가 공무원으로 간주될 수 없다고 판결했다. 이 판결은 쁘라윳의 총리직 수행 자격에 영향을 미친다.

### 법원, 군주제 개혁은 국가와 군주제 전복이라고 판결
"이러한 행위는 입헌군주제를 전복하려는 숨겨진 의도를 가지고 있었고 개혁을 요구하는 것이 아니었다."
2021년 11월 10일, 법원은 2020년~2021년 태국 시위의 아논, 파누퐁, 파누사야가 2020년 8월 10일 탐마삿 시위에서 군주제 개혁을 요구하며 10가지 사항을 발표한 것이 국가와 군주제를 전복하려는 의도를 가지고 있었다고 판결했다. 법원은 그들과 다른 시위 단체들에게 모든 군주제 개혁 운동을 중단하라고 명령했다. 이 청원은 낫타폰 톱라윤이 2020년 9월 3일에 제기했다.
"만약 우리가 피고인 1, 2, 3과 그들의 네트워크가 이러한 행위를 계속하도록 허용한다면, 입헌군주제 전복으로 이어지는 데 오랜 시간이 걸리지 않을 것이다."
법원은 이러한 요구가 "권리와 자유의 남용이며 국가 안보를 해치는 것"이라고 설명했지만, 그들의 요구의 합헌성에 대한 판결만 내리고 처벌을 강제하지는 않았다. 세 명의 시위 지도자는 군주제 전복을 시도한 사실을 부인했다. 변호인이 제출한 증거는 법원에서 검토되지 않았다. 그들의 변호사와 파누사야는 청문회 도중 퇴장했다. 법원은 또한 주권이 국민이 아닌 군주에게 있다고 판결했다.
휴먼 라이츠 워치의 수나이 파숙은 이번 판결을 "본질적으로 사법 쿠데타"라고 묘사하며, 시위자들에 대한 더 많은 법적 소송, 즉 반역죄 가능성으로 이어질 수 있다고 말했다. 이는 태국의 입헌군주제 통치가 끝나고 전제군주제로 대체될 수 있음을 의미할 수 있다. BBC의 조너선 헤드는 이번 판결이 태국에서 군주제에 대한 공개 토론의 여지를 강제로 없애지만, 정부의 노력에도 불구하고 사적인 토론과 소셜 미디어 토론은 계속될 것이라고 말했다. 이는 독립적인 법원이 보수주의자와 왕실 편에 서서 정치적으로 개입한 또 다른 사례로 여겨졌다.
2021년 11월 11일, 법원 웹사이트가 해킹당했다. 홈페이지는 캥거루 재판소로 이름이 바뀌었고, 데스 그립스의 노래 "길로틴 (잇 고즈 야)" 유튜브 영상이 게시되었다.

### 동성 결혼
"결혼은 한 남자와 한 여자가 함께 살 의향이 있고, 각 사회의 도덕, 전통, 종교 및 법률에 따라 부부 관계를 맺어 자녀를 번식하는 것이다. 따라서 결혼은 오직 남자와 여자에게만 유보된다."
2021년, 법원은 민상법 제1448조가 결혼을 여성과 남성 사이로만 해석하는 것이 합헌이라고 판결했다. 판결문 전문에는 성소수자(LGBTQ) 커뮤니티가 번식할 수 없으며, 이는 자연에 반하는 것이고, 특이한 행동이나 신체적 특징을 가진 다른 동물과 다르지 않다고 명시되어 있다. 이 문구는 일부 사람들에게 성 차별적이고, 정치적으로 올바르지 않으며 비하적인 것으로 간주되었다.

### 쁘라윳의 임기 제한
2017년 헌법에 따르면 총리직은 8년의 임기 제한이 있다. 2022년 9월 30일, 법원은 6대 3으로 이 임기 제한이 헌법이 공포된 시점부터 계산된다고 판결하여, 쁘라윳 짠오차는 2014년 쿠데타로 집권한 이후에도 계속 총리직을 유지할 수 있게 되었다.

## 같이 보기
- 틀:태국 주제
- 헌법
- 태국 헌법
- 헌법 경제학
- 입헌주의
- 2001년 이후 태국 역사
- 사법 (국가 작용)
- 법학
- 상위법에 따른 지배
- 법치주의
- 권력 분립

## 추가 문헌

### 영어
- Dressel, Bjőrn; Khemthong, Tonsakulrungruang (2019). 《Coloured Judgements? The Work of the Thai Constitutional Court, 1998–2016》. 《Journal of Contemporary Asia》 49. 1–23쪽. doi:10.1080/00472336.2018.1479879. S2CID 158466957.
- Dressel, Björn (2010). 《Judicialization of politics or politicization of the judiciary? Considerations from recent events in Thailand》. 《The Pacific Review》 23. 671–691쪽. doi:10.1080/09512748.2010.521253. S2CID 153635635.
- Harding, Andrew; Leyland, Peter (2008). 《The Constitutional Courts of Thailand and Indonesia: Two Case Studies from South East Asia》. 《J. Comp. L.》 3. 118ff쪽. 2020년 2월 27일에 확인함.
- McCargo, Duncan (December 2014). 《Competing Notions of Judicialization in Thailand》. 《Contemporary Southeast Asia》 36. 417–441쪽. doi:10.1355/cs36-3d. JSTOR 43281303. S2CID 143958214.
- Mérieau, Eugénie (2016). 《Thailand's Deep State, Royal Power and the Constitutional Court (1997–2015)》. 《Journal of Contemporary Asia》 46. 445–466쪽. doi:10.1080/00472336.2016.1151917. S2CID 147144295.
- Nolan, Mark (2012년 10월 10일). 《Review Essay: The Constitutional System of Thailand: A Contextual Analysis》. 《Australian Journal of Asian Law》 13. SSRN 2159591.
- Takahashi, Toru (2020년 3월 7일). “Thai Constitutional Court leans closer to military amid protests”. 《Nikkei Asian Review》. 2020년 3월 7일에 확인함.

### 태국어
- Amorn Raksasat (2000). 《Charter Court Judges Are Protecting or Destroying the Constitution: A Collection of Comments on Ministership Decision》 (PDF) (태국어). Bangkok: Constitution for the People Society. ISBN 9748595323.
- Banjerd Singkaneti (1998). 《Analysis on Problems of Appointment of Thai Constitutional Court Judges, Taking into Consideration German Theories》 (PDF) (태국어). Bangkok: Senate Secretariat General.
- Banjerd Singkaneti (2004). 《A Collection of Comments on Constitutional Court Decisions and Administrative Court Orders》 (PDF) (태국어). Bangkok: Winyuchon. ISBN 9742881324.
- 《Constitution Court and Recruitment of Constitutional Position Holders under Legal State System》 (PDF) (태국어). Bangkok: Nititham. 2006. ISBN 9742033706.
- Constitutional Court Office (2007). 《An Introduction to the Constitutional Court》 (PDF) (태국어). Bangkok: Constitutional Court Office.
- Constitutional Court Office (2007). 《An Introduction to the Constitutional Tribunal》 (PDF) (태국어). Bangkok: Constitutional Court Office.
- Constitutional Court Office (2008). 《A Decade of the Constitutional Court》 (PDF) (태국어). Bangkok: Constitutional Court Office. ISBN 9789747725513.
- Kanin Boonsuwan (2005). 《Is Our Constitution Dead?》 (PDF) (태국어). Bangkok: From Bookers. ISBN 9749272366.
- Kanin Boonsuwan (2007). 《What the Country Gets from Ripping the Charter?》 (PDF) (태국어). Bangkok: From Bookers. ISBN 9789747358599.
- Kanit Na Nakhon (2005). 《Fraudulent Rule of Law in Thai Law》 (PDF) (태국어). Bangkok: Winyuchon. ISBN 9742882614.
- Kanit Na Nakhon (2006). 《Constitution and Justice》 (PDF) (태국어). Bangkok: Winyuchon. ISBN 9742884072.
- Kanit Na Nakhon (2007). 《Ripping the Law: Retroactive Application of Law in Party Dissolution Case》 (PDF) (태국어). Bangkok: Winyuchon. ISBN 9789742885779.
- Manit Jumpa (2002). 《A Study on Constitutional Lawsuits》 (PDF) (태국어). Bangkok: Winyuchon. ISBN 9749577116.
- Manit Jumpa (2007). 《A Comment on Reform of Thai Constitution in 2007》 (PDF) (태국어). Bangkok: Chulalongkorn University Press. ISBN 9789740319078.
- Noranit Setabutr (2007). 《Constitutions and Thai Politics》 (PDF) (태국어). Bangkok: Thammasat University Press. ISBN 9789745719996.
- Senate Secretariat General (2008). 《Recruitment and Selection of Constitutional Court Judges under the Constitution of the Kingdom of Thailand, Buddhist Era 2540 (1997)》 (PDF) (태국어). Bangkok: Supervision and Examination Bureau, Senate Secretariat General. 2013년 9월 21일에 원본 문서 (PDF)에서 보존된 문서. 2013년 9월 20일에 확인함.
- Somyot Chueathai;  외. (2003). 《Rule of Law and Power to Issue Emergency Decrees: Analysis of Constitutional Court Decision on Enactment of Emergency Decree Excising Telecommunication Business, BE 2546 (2003)》 (PDF) (태국어). Bangkok: Winyuchon. ISBN 9745708569. 2021년 7월 10일에 원본 문서 (PDF)에서 보존된 문서. 2014년 2월 1일에 확인함.
- Worachet Pakeerut;  외. (2003). 《Constitutional Court and its Execution of Constitutional Missions》 (PDF) (태국어). Bangkok: Winyuchon. ISBN 9749645235.
- Worachet Pakeerut (2003). 《Constitutional Court Procedure: Comparison between Foreign Constitutional Courts and Thai Constitutional Court》 (PDF) (태국어). Bangkok: Winyuchon. ISBN 9749577914.